# Ricardo Dal Farra
Ricardo Dal Farra (* 1957 in Buenos Aires) ist ein argentinischer Komponist und Musikpädagoge.
Dal Farra war von 1978 bis 2003 Direktor des Estudio de Música Electroacústica in Buenos Aires. Von 1996 bis 2003 wirkte er als Koordinator für multimediale Kommunikation für das argentinische Ministerium für Erziehung, Wissenschaft und Technologie. 2002 wurde er Direktor des Centro de Experimentación e Investigación en Artes Electrónicas (CEIArtE). Seit 2003 lebt er als Researcher in Residence der Daniel Langlois Foundation in Montreal.
Er unterrichtet u. a. Musiktechnologie an der Universidad Nacional de Tres de Febrero, als Komposition und Improvisation an der Universidad Nacional de San Martín, Elektroakustik am Conservatorio Municipal de Música de Buenos Aires, Akustik am Conservatorio Nacional de Música, Bild- und Tonsdesign an der Escuela Panamericana de Arte sowie elektroakustische Komposition und multimediale Technik am Estudio de Música Electroacústica.
Über zehn Jahre produzierte er Rundfunkserien über elektroakustische Musik für das Radio Nacional de Argentina und das Radio Municipalidad de Buenos Aires. Ebenso stellte er seine Arbeit auf dem Gebiet der elektroakustischen Musik und Musikpädagogik als Gast des Center for Computer Research in Music and Acoustics (CCRMA) an der Stanford University, der New York University, der Juilliard School of Music, der Universidade de Brasília, dem Conservatorio Nacional de Música de La Paz, der Universidad de Puerto Rico, dem Banff Centre und am IRCAM vor.
Seit Anfang der 1970er Jahre arbeitet Del Farra auch als Interpret der Liveelektronik bei den Aufführungen seiner Werke. Er erhielt Kompositionspreis und -aufträge u. a. von der International Computer Music Association, der Bienal Internacional de Artes de São Paulo dem Concours International de Musique Electroacoustique de Bourges und dem Centro di Sonologia Computazionale der Università degli Studi di Padova.

## Werke
- A 3 prismas für Gitarre, 1978
- El fin für Klavier, Schlagzeug und elektronische Instrumente, 1978
- Estudio sobre fragmentacion del material, digitale Klänge, 1982
- Estrudio sobre ritmo y espacio, digitale Klänge, 1982
- Estudio sovre un ataque de Timbal für Becken und digitale Prozesse, 1982
- Estudio eleptico für analoge und digitale elektronische Musikinstrumente, 1983
- Civilizaciones für sechs Schlagzeuger, 1983
- Audiciones für analoge elektronische Instrumente, 1983
- Musica para Hall für Gitarre und Live-Elektroakustik (komponiert gemeinsam mit Arturo Gervasoni), 1984–?
- Primer Instante für analoge und digitale elektronische Musikinstrumente, 1985
- Musica para HAll II für Gitarre und Live-Elektroakustik (komponiert gemeinsam mit Arturo Gervasoni), 1985
- Clones für Gitarre und Live-Elektroakustik (komponiert gemeinsam mit Arturo Gervasoni), 1986
- PH für Gitarre und Live-Elektroakustik (komponiert gemeinsam mit Arturo Gervasoni), 1986
- Acusmatico für digitalen Synthesizer und Live-Elektroakustik, 1986
- Integrados für Gitarre und Live-Elektroakustik (komponiert gemeinsam mit Arturo Gervasoni), 1986
- Karma für computergenerierte Klänge und Tonband, 1986
- Toccata für Gitarre und Live-Elektroakustik (komponiert gemeinsam mit Arturo Gervasoni), 1986
- Double für Gitarre und Live-Elektroakustik (komponiert gemeinsam mit Arturo Gervasoni), 1986
- Ancestros für traditionelle Blasinstrumente aus den Anden und Live-Elektroakustik, 1986
- Procesos für analoge und digitale elektronische Musikinstrumente, 1986
- G für Gitarre, digitalen Synthesizer und Live-Elektroakustik (komponiert gemeinsam mit Arturo Gervasoni) 1987
- Para todos ellos für Gitarre, Live-Elektroakustik und Dias mit Bildern von Víctor Magariños, 1987
- Hay alguin ahi fuera con quien hablar? für Gitarre und Live-Elektroakustik (komponiert gemeinsam mit Arturo Gervasoni), 1987
- Uhuru für Gitarre, digitalen Synthesizer und Live-Elektroakustik (komponiert gemeinsam mit Arturo Gervason), 1988*...due giorni dopo für vier computerbearbeitete Stimmen und Tonband, 1988
- Come'n go für Komungo und Live-Elektroakustik, 1989
- EGT für akustische Gitarre und Live-Elektroakustik, 1989
- Xastock für Tenorsaxophon und Live-Elektroakustik, 1989
- JAPI-ND für Tenorsaxophon, akustische Gitarre und Live-Elektroakustik, 1989
- SP4 für computergesteuerte elektronische Musikinstrumente, 1989
- Tramas für kleines Orchester und Live-Elektroakustik, 1990
- Interacciones, in Echtzeit vom Computer generierte Klänge und Bilder, 1990
- Furioso für Oboe und Live-Elektroakustik, 1991
- Ashram für Mukha Veena und Tonband, 1991
- Disolucion IV für Gitarre und Live-Elektroakustik, 1991
- Teragon für Computer und elektronische Musikinstrumente, 1992
- Homotecia für Bandoneon und Tonband, 1992
- Memorias, Computermusik, 1992
- Cuarteto, interaktive Computer-Livemusik, 1994
- Mel18, sieben kurze Stücke für virtuelles Klavier, interaktive Computer-Livemusik, 1994
- Breve Vida für Tonband, 1995
- Tierra y Sol für Tonband, 1996
- Words through the Worlds für Tonband, 1997
- On the Liquid Edge für Tonband, 1998

| Personendaten    | Personendaten            |
| ---------------- | ------------------------ |
| NAME             | Dal Farra, Ricardo       |
| KURZBESCHREIBUNG | argentinischer Komponist |
| GEBURTSDATUM     | 1957                     |
| GEBURTSORT       | Buenos Aires             |